# Anti (album)
ANTI là album phòng thu thứ 8 của nghệ sĩ thu âm người Barbados Rihanna, phát hành ngày 28 tháng 1 năm 2016, thông qua Westbury Road và Roc Nation. Rihanna bắt đầu lên kế hoạch cho đĩa thu âm này vào năm 2014, vào thời điểm cô rời khỏi hãng thu âm Def Jam và hợp tác cùng Roc Nation. Công việc tiếp tục diễn ra trong năm 2015, khi cô phát hành 3 đĩa đơn, trong đó có bài hát được khen ngợi "FourFiveSeconds" - dù bị loại khỏi danh sách bài hát sau cùng. Anti ra mắt dưới định dạng tải nhạc số miễn phí vào ngày 28 tháng 1 thông qua dịch vụ Tidal và trên các cửa hàng âm nhạc trực tuyến vào ngày 29 tháng 1.
Dưới vai trò của một giám đốc âm nhạc, Rihanna chắp bút trong hầu hết các bài hát và kết hợp cùng nhiều nhà sản xuất như Jeff Bhasker, Boi-1da, DJ Mustard, Hit-Boy, Brian Kennedy, Timbaland và No I.D.; với dòng nhạc pop và R&B chủ đạo, cùng các yếu tố của soul và dancehall. Các nhà sản xuất kết hợp cấu trúc bài hát tối màu và tối giản, với lời ca liên quan đến tính phức tạp của tình yêu và niềm tin vào bản thân. Sau khi phát hành, album nhận được những đánh giá tích cực từ các nhà phê bình âm nhạc, trong đó họ tán dương giọng hát của Rihanna, cũng như sự tự do trong nghệ thuật mà cô đã truyền tải thông qua album. Tuy nhiên, một số người cho rằng nó thiếu tính gắn kết.
ANTI lọt vào top 10 của hơn 25 bảng xếp hạng album trên toàn thế giới. Hai ngày sau khi phát hành, nó được chứng nhận đĩa bạch kim bởi Hiệp hội Công nghiệp ghi âm Mỹ (RIAA) là kết quả của việc Samsung đã công khai tiêu thụ một triệu bản album trước cho người dùng của hãng tải về miễn phí, mặc dù những bản sao này không được công nhận bởi Nielsen và Billboard. Tuy nhiên, ANTI vẫn đạt vị trí số một trong tuần thứ hai phát hành trên bảng xếp hạng Billboard 200 với 166.000 bản được tiêu thụ. Album cũng đạt vị trí quán quân tại Canada và Na Uy. "Work", hợp tác với rapper người Canada Drake, được phát hành như là đĩa đơn đầu tiên trích từ ANTI; nó đạt vị trí số một trên Billboard Hot 100 và trở thành đĩa đơn quán quân thứ 14 của Rihanna tại Mỹ. Để quảng bá album, cô bắt tay vào thực hiện ANTI World Tour vào tháng 3 năm 2016.

## Phát hành và quảng bá
Vào tháng 11 năm 2014, Rihanna thông báo album của mình sẽ ra mắt "không bao lâu nữa". Tháng sau đó, Rihanna mời "hàng trăm" người hâm mộ tại Paris tham gia trong một video quảng bá được cho là có liên quan đến lần phát hành album. Sau đó, cô phát hành 3 đĩa đơn, nhiều đoạn bài hát ngắn và trình diễn tại các buổi trao giải, nhưng chưa thông báo về ngày phát hành album. "FourFiveSeconds" được thông báo ra mắt vào ngày 24 tháng 1, có sự hợp tác của Kanye West và Paul McCartney. Rihanna trình bày đĩa đơn tiếp theo, "Bitch Better Have My Money" tại iHeartRadio Music Awards vào ngày 29 tháng 3 năm 2015. Một bài hát khác mang tựa đề "American Oxygen" xuất hiện trên hệ thống Tidal vào ngày 5 tháng 4 năm 2015, từng được báo cáo xuất hiện trong album. Tuy nhiên, cả ba đĩa đơn này đều không xuất hiện trên album. Rihanna còn đăng tải một đoạn ngắn bài hát "James Joint" từ album này trên trang mạng của mình vào ngày 21 tháng 4 năm 2015.
Vào tháng 11 năm 2015, Rihanna thông báo ký kết một hợp đồng trị giá 25 triệu đô-la Mỹ cùng Samsung, không chỉ để quảng bá dòng sản phẩm Galaxy của hãng này, mà còn tài trợ phát hành Anti và chuyến lưu diễn. Ngày 19 tháng 11 năm 2015, Rihanna và Samsung phát hành một video dài 16 giây cho Anti, cùng một trang mạng dành cho điện thoại di động mang tên "ANTIdiaRy", với nhiều thông điệp như "Cô ấy đang đợi bạn. Bạn đã sẵn sàng?" và "Hãy kiên nhẫn và luôn trông chừng". Cùng tháng đó, cô hoãn lại màn trình diễn tại Victoria's Secret Fashion Show để hoàn thiện Anti.
Toàn bộ album này bị rò rỉ trên internet vào ngày 27 tháng 1 năm 2016, sau khi được ra mắt sớm trên hệ thống streaming âm nhạc Tidal. Cũng ở Tidal, album được tải xuống miễn phí thông qua phát hành trực tuyến, dù có đăng ký thành viên hay không.

### Lưu diễn
Chuyến lưu diễn Anti World Tour được thông báo ngày 23 tháng 11 năm 2015. Do Samsung tài trợ, chương trình diễn ra vào tháng 3 năm 2016, với Travis Scott hỗ trợ tại Bắc Mỹ, trong khi The Weeknd và Big Sean xuất hiện trong nhiều đêm diễn chọn lọc tại châu Âu.

## Diễn biến thương mại
Tại Hoa Kỳ, Anti đạt chứng nhận Bạch kim bởi Hiệp hội Công nghiệp ghi âm Hoa Kỳ (RIAA) chỉ sau 2 ngày phát hành, khi Samsung mua lại 1 triệu bản trong lúc album này được tải nhạc số miễn phí, là một phần trong bản hợp đồng 25 triệu đô-la Mỹ cùng Rihanna vào năm 2015. Album mở đầu ở vị trí thứ 27 trên Billboard 200 vào ngày 1 tháng 2 năm 2016. Dù vượt 1.4 triệu bản tải nhạc số từ Tidal, Billboard và Nielsen Music không công nhận lượng doanh số này, vì chúng được Samsung chi trả. Theo số liệu của Nielsen, chỉ có 460 đĩa nhạc thực được tiêu thụ tại Hoa Kỳ, cùng 4.7 triệu lượt streaming và 126.000 điểm theo bài hát, với tổng cộng 15.896 đơn vị tương đương. Doanh số album thực ít ỏi được công bố chỉ sau vài tiếng kết thúc đợt tải miễn phí. Tuần kế tiếp, Anti dẫn đầu bảng xếp hạng với 166.000 đơn vị album tương đương, trong đó có 124.000 bản doanh số thực. Album đánh dấu lần nhảy hạng lớn nhất tại Billboard 200 trong 8 năm và trở thành album quán quân thứ hai của Rihanna. Album cũng đứng đầu bảng xếp hạng R&B/Hip-Hop Albums.

## Danh sách bài hát
Thông tin trích từ trang mạng chính thức của Rihanna.
| Anti — Phiên bản tiêu chuẩn | Anti — Phiên bản tiêu chuẩn        | Anti — Phiên bản tiêu chuẩn                                                                                                 | Anti — Phiên bản tiêu chuẩn                              | Anti — Phiên bản tiêu chuẩn |
| STT                         | Nhan đề                            | Sáng tác | Sản xuất                                                 | Thời lượng                  |
| --------------------------- | ---------------------------------- | --- | -------------------------------------------------------- | --------------------------- |
| 1.                          | "Consideration" (hợp tác cùng SZA) | Solana Rowe Tyran Donaldson Robyn Fenty                                                                                     | Scum Kuk Harrell [a]                                     | 2:41                        |
| 2.                          | "James Joint"                      | Robert Shea Taylor James Fauntleroy Fenty                                                                                   | Taylor Harrell [a]                                       | 1:12                        |
| 3.                          | "Kiss It Better"                   | Jeff Bhasker John Glass Teddy Sinclair Fenty                                                                                | Bhasker Glass John [b] Harrell [a]                       | 4:13                        |
| 4.                          | "Work" (hợp tác cùng Drake)        | Jahron Braithwaite Matthew Samuels Allen Ritter Rupert Thomas Aubrey Graham Fenty Monte Moir                                | Boi-1da Harrell [a] Noah "40" Shebib [a]                 | 3:39                        |
| 5.                          | "Desperado"                        | Krystin "Rook Monroe" Watkins Mick Schultz Fenty Fauntleroy D. Rachel                                                       | Schultz Harrell [a]                                      | 3:06                        |
| 6.                          | "Woo"                              | Chauncey Hollis Jacques Webster Jeremih Felton Abel Tesfaye Fenty Terius Nash Rachel Jean Baptist                           | Hit-Boy Travis Scott [b] Harrell [a]                     | 3:55                        |
| 7.                          | "Needed Me"                        | Dijon McFarlane Fenty Nick Audino Lewis Hughes Khaled Rohaim Te Warbrick Adam Feeney Brittany Hazard Charles Hinshaw Rachel | DJ Mustard Twice as Nice [c] Frank Dukes [c] Harrell [a] | 3:11                        |
| 8.                          | "Yeah, I Said It"                  | Tim Mosley Bibi Bourelly Evon Barnes Daniel Jones Chris Godbey Jean-Paul Bourelly Fenty                                     | Timbaland Fade Majah Jones Harrell [a]                   | 2:13                        |
| 9.                          | "Same Ol' Mistakes"                | Kevin Parker | Parker Harrell [a]                                       | 6:37                        |
| 10.                         | "Never Ending"                     | Chad Sabo Fenty Paul Herman Dido Armstrong                                                                                  | Sabo Harrell [a]                                         | 3:22                        |
| 11.                         | "Love on the Brain"                | Fred Ball Joseph Angel Fenty                                                                                                | Ball Harrell [a]                                         | 3:44                        |
| 12.                         | "Higher"                           | Ernest Wilson B. Bourelly Fenty Fauntleroy Jerry Butler Kenny Gamble Leon Huff                                              | No I.D Harrell [a]                                       | 2:00                        |
| 13.                         | "Close to You"                     | Brian Seals Fauntleroy Fenty                                                                                                | Brian Kennedy Harrell [a]                                | 3:43                        |
| Tổng thời lượng:            | Tổng thời lượng:                   | Tổng thời lượng: | Tổng thời lượng:                                         | 43:36                       |

| Anti — Phiên bản cao cấp (bài hát bổ sung) | Anti — Phiên bản cao cấp (bài hát bổ sung) | Anti — Phiên bản cao cấp (bài hát bổ sung)                       | Anti — Phiên bản cao cấp (bài hát bổ sung) | Anti — Phiên bản cao cấp (bài hát bổ sung) |
| STT                                        | Nhan đề                                    | Sáng tác                                                         | Sản xuất                                   | Thời lượng                                 |
| ------------------------------------------ | ------------------------------------------ | ---------------------------------------------------------------- | ------------------------------------------ | ------------------------------------------ |
| 14.                                        | "Goodnight Gotham"                         | Paul Epworth Florence Welch Fenty C. Boggs                       | Mitus Harrell [a]                          | 1:29                                       |
| 15.                                        | "Pose"                                     | Hollis B. Bourelly Fenty Webster                                 | Hit-Boy Scott [b] Harrell [a]              | 2:24                                       |
| 16.                                        | "Sex with Me"                              | Braithwaite Samuels Feeney Anderson Hernandez Chris Hansen Fenty | Boi-1da Dukes [c] Vinylz [b] Harrell [a]   | 3:27                                       |
| Tổng thời lượng:                           | Tổng thời lượng:                           | Tổng thời lượng:                                                 | Tổng thời lượng:                           | 50:56                                      |

Ghi chú
- ^a  biểu thị nhà sản xuất giọng hát
- ^b  biểu thị nhà sản xuất phụ
- ^c  biểu thị nhà đồng sản xuất

Ghi nhận nhạc mẫu
- "Work" có chứa một đoạn nhạc mẫu từ "If You Were Here Tonight" (1985) do Alexander O'Neal trình bày, sáng tác bởi Monte Moir.
- "Same Ol' Mistakes" là một phiên bản trình bày lại "New Person, Same Old Mistakes" (2015) do Tame Impala biểu diễn, sáng tác bởi Kevin Parker.
- "Never Ending" có chứa một đoạn nhạc mẫu từ "Thank You" (2000) do Dido trình bày, sáng tác bởi Dido Armstrong và Paul Herman.
- "Higher" có chứa yếu tố nhạc mẫu từ "Beside You" (1970) do The Soulful Strings trình bày, sáng tác bởi Jerry Butler, Kenny Gamble và Leon Huff.
- "Goodnight Gotham" có chứa một đoạn nhạc mẫu từ "Only If for a Night" (2011) do Florence and the Machine trình bày, sáng tác bởi Paul Epworth và Florence Welch.

## Xếp hạng
| Bảng xếp hạng (2016)                     | Thứ hạng cao nhất |
| ---------------------------------------- | ----------------- |
| Album Úc (ARIA)                          | 5                 |
| Album Áo (Ö3 Austria)                    | 7                 |
| Album Bỉ (Ultratop Vlaanderen)           | 8                 |
| Album Bỉ (Ultratop Wallonie)             | 8                 |
| Brazilian Albums (ABPD)                  | 8                 |
| Album Canada (Billboard)                 | 1                 |
| Album Cộng hòa Séc (ČNS IFPI)            | 5                 |
| Album Đan Mạch (Hitlisten)               | 3                 |
| Album Hà Lan (Album Top 100)             | 3                 |
| Album Phần Lan (Suomen virallinen lista) | 5                 |
| Album Pháp (SNEP)                        | 6                 |
| Album Đức (Offizielle Top 100)           | 3                 |
| Greek Albums (IFPI)                      | 4                 |
| Album Hungaria (MAHASZ)                  | 16                |
| Album Ireland (IRMA)                     | 4                 |
| Album Ý (FIMI)                           | 10                |
| Japanese Albums (Oricon)                 | 10                |
| Korean Albums (Gaon) (Deluxe edition)    | 2                 |
| Mexican Albums (AMPROFON)                | 16                |
| Album New Zealand (RMNZ)                 | 5                 |
| Album Na Uy (VG-lista)                   | 1                 |
| Album Ba Lan (ZPAV)                      | 6                 |
| Album Bồ Đào Nha (AFP)                   | 11                |
| Russian Albums (Russian Music Charts)    | 2                 |
| Album Scotland (OCC)                     | 7                 |
| South African Albums (RISA)              | 8                 |
| Album Tây Ban Nha (PROMUSICAE)           | 4                 |
| Album Thụy Điển (Sverigetopplistan)      | 2                 |
| Album Thụy Sĩ (Schweizer Hitparade)      | 2                 |
| Taiwanese Albums (Five Music)            | 1                 |
| Album Anh Quốc (OCC)                     | 7                 |
| Album Anh Quốc Digital (OCC)             | 1                 |
| Album Anh Quốc R&B (OCC)                 | 1                 |
| Album Hoa Kỳ Billboard 200               | 1                 |
| Album Hoa Kỳ Top R&B/Hip-Hop (Billboard) | 1                 |

| Bảng xếp hạng (2016)               | Vị trí |
| ---------------------------------- | ------ |
| Australian Albums (ARIA)           | 64     |
| Belgian Albums (Ultratop Flanders) | 71     |
| Belgian Albums (Ultratop Wallonia) | 82     |
| Canadian Albums (Billboard)        | 6      |
| Danish Albums (Hitlisten)          | 6      |
| Dutch Albums (MegaCharts)          | 17     |
| French Albums Chart                | 41     |
| German Albums (Offizielle Top 100) | 75     |
| New Zealand Albums (RMNZ)          | 17     |
| Polish Albums (ZPAV)               | 87     |
| Swiss Albums (Schweizer Hitparade) | 35     |
| UK Albums (OCC)                    | 32     |
| US Billboard 200                   | 5      |
| US Digital Albums (Billboard)      | 12     |
| US R&B Albums (Billboard)          | 2      |
| US R&B/Hip-Hop Albums (Billboard)  | 3      |

## Chứng nhận doanh số
| Quốc gia                                  | Chứng nhận  | Số đơn vị/doanh số chứng nhận |
| ----------------------------------------- | ----------- | ----------------------------- |
| Áo (IFPI Áo)                              | Vàng        | 7,500*                        |
| Canada (Music Canada)                     | Vàng        | 40.000^                       |
| Đan Mạch (IFPI Đan Mạch)                  | Bạch kim    | 10,000^                       |
| Pháp (SNEP)                               | Bạch kim    | 100,000*                      |
| Thụy Điển (GLF)                           | Vàng        | 20.000‡                       |
| Anh Quốc (BPI)                            | Vàng        | 100.000‡                      |
| Hoa Kỳ (RIAA)                             | 2× Bạch kim | 2.000.000‡                    |
| ^ Chứng nhận dựa theo doanh số nhập hàng. |             |                               |

## Lịch sử phát hành
| Quốc gia              | Ngày                | Định dạng                      | Nhãn thu âm              | Phiên bản  | Ref.   |
| --------------------- | ------------------- | ------------------------------ | ------------------------ | ---------- | ------ |
| Toàn thế giới (Tidal) | 27 tháng 1 năm 2016 | Tải nhạc số giới hạn Streaming | Westbury Road Roc Nation | Tiêu chuẩn | [ 88 ] |
| Toàn thế giới         | 29 tháng 1 năm 2016 | Tải nhạc số                    | Westbury Road Roc Nation | Tiêu chuẩn | [ 89 ] |
| Toàn thế giới         | 29 tháng 1 năm 2016 | Tải nhạc số                    | Westbury Road Roc Nation | Cao cấp    | [ 90 ] |
| Toàn thế giới         | 5 tháng 2 năm 2016  | CD                             | Westbury Road Roc Nation | Cao cấp    | [ 91 ] |
| Nhật Bản              | 10 tháng 2 năm 2016 | CD                             | Westbury Road Roc Nation | Giới hạn   | [ 92 ] |